# KkStB 2 sorozatú szerkocsi
A kkStB 2 sorozatú szerkocsi egy kéttengelyes szerkocsi sorozat volt az osztrák Császári és Királyi Osztrák Államvasutaknál (k.k. österreichischen Staatsbahn, kkStB). A szerkocsik eredetileg a Mährische Grenzbahn-tól (MGB) származtak.
Az MGB ezt a típust 1871-ben szerezte be a Sigl bécsi gyárától az 1 és 2 pályaszámú mozdonyaihoz. Az államosítás után a kkStB a 2 szerkocsi sorozatba osztotta be őket. A kkStB 90, kkStB 91, és kkStB 92 sorozatú mozdonyokkal üzemeltek.

## Fordítás
- Ez a szócikk részben vagy egészben  a   kkStB Tenderreihe 2 című német Wikipédia-szócikk fordításán alapul.  Az eredeti cikk szerkesztőit annak laptörténete sorolja fel. Ez a jelzés csupán a megfogalmazás eredetét és a szerzői jogokat jelzi, nem szolgál a cikkben szereplő információk forrásmegjelöléseként.